# Parcul Național al râului subteran Puerto Princesa
Parcul Național al râului subteran Puerto Princesa este o zonă protejată din Filipine. Parcul este situat în lanțul montan Saint Paul de pe coasta de vest a insulei Palawan, la aproximativ 80 km nord de centrul orașului Puerto Princesa și conține râul subteran Puerto Princesa. Este gestionat de către guvernul orașului Puerto Princesa din 1992. 
A fost inclus în Patrimoniu Mondial UNESCO în 1999 și a fost votat ca una dintre cele Șapte noi minuni ale naturii în 2012.

## Descriere
Parcul național al râului subteran Puerto Princesa este o zonă protejată din Filipine situată la aproximativ 80 km nord de centrul orașului Puerto Princesa, Palawan, în lanțul montan Saint Paul de pe coasta de vest a insulei. Este mărginit de Golful Saint Pauls la nord și râul Babuyan la est. Guvernul orașului Puerto Princesa a gestionat Parcul Național din 1992.

### Istorie recentă
În 2010, un grup de ecologiști și geologi au descoperit că râul subteran are un al doilea etaj, ceea ce înseamnă că există mici cascade în interiorul peșterii. Au găsit, de asemenea, o cupolă de peșteră care măsoară 300 m deasupra râului subteran, formațiuni de roci, lilieci mari, o grotă adâncă săpată de apa în râu, diverse canale și o altă peșteră adâncă, și creaturi marine și multe altele. Zonele mai adânci ale râului subteran sunt aproape imposibil de explorat din cauza lipseie oxigenului.    
Pe 11 noiembrie 2011, râul subteran Puerto Princesa a fost ales provizoriu ca una dintre dele Șapte noi minuni ale naturii. Această selecție a fost confirmată oficial pe 28 ianuarie 2012.

## Geografie

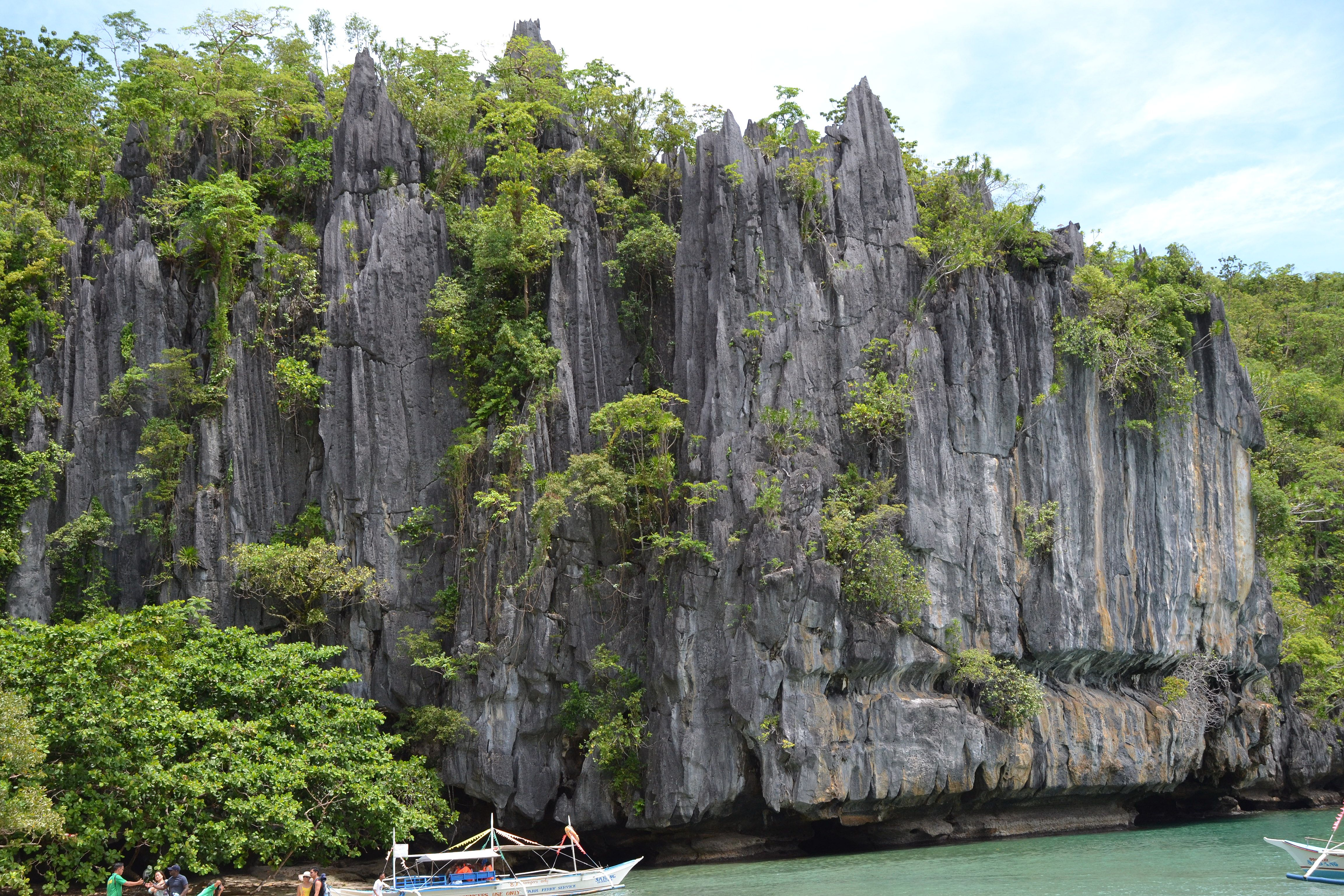
Formațiuni de stâncă în parcul național

Parcul prezintă un peisaj montan carstic de calcar . Peștera râului subteran Saint Pauls are mai mult de 24 km lungime și conține un tronson subteran de 8,2 km al râului Cabayugan. Râul se trece prin peșteră înainte de a curge direct în Marea Chinei de Sud și este navigabil cu barca până la 4,3 de la mare. Peștera include formațiuni majore de stalactite și stalagmite și mai multe camere mari, inclusiv de 360 m. Grota Italiei cu un volum de aproximativ 2,5 milioane de metri cubi, este una dintre cele mai mari încăperi rupestre din lume. Porțiunea inferioară a râului până la 6 km de la mare, este supusă influențelor mareice. Până la descoperirea în 2007 a unui râu subteran în Peninsula Yucatán din Mexic, râul subteran Puerto Princesa avea reputația de a fi cel mai lung fluviu subteran din lume. 
Zona reprezintă, de asemenea, un habitat pentru conservarea biodiversității. Situl conține un ecosistem complet de la munte la mare și conține unele dintre cele mai importante păduri din Asia. A fost înscrisă de UNESCO ca patrimoniu mondial pe 4 decembrie 1999.     

## Flora
Parcul include o serie de formațiuni forestiere reprezentând opt dintre cele treisprezece tipuri de păduri întâlnite în Asia tropicală, și anume pădure pe soluri ultramafice, pădure peste soluri calcaroase, pădure montană, pădure de mlaștină cu apă dulce, pădure tropicală perenă tropicală, pădure de râu, pădure de plajă și pădure de mangrove. Cercetătorii au identificat peste 800 de specii de plante din 300 de genuri și 100 de familii. Acestea includ cel puțin 295 de copaci dominați de speciile de dipterocarp. În pădurea de pe terenurile joase, copacii mari, între care Dracontomelon dao, Intsia bijuga, Alstonia scholaris, Koordersiodendron pinnatum și Dipterocarpus gracilis sunt frecvenți. Speciile pădurii de plajă includ Calophyllum inophyllum, Pongamia pinnata și Erynthia orientalis. Alte specii de plante sunt Agathis philippinensis, Diospyros pulganensis, Pandanus sp. și Calamus sp. 

## Fauna

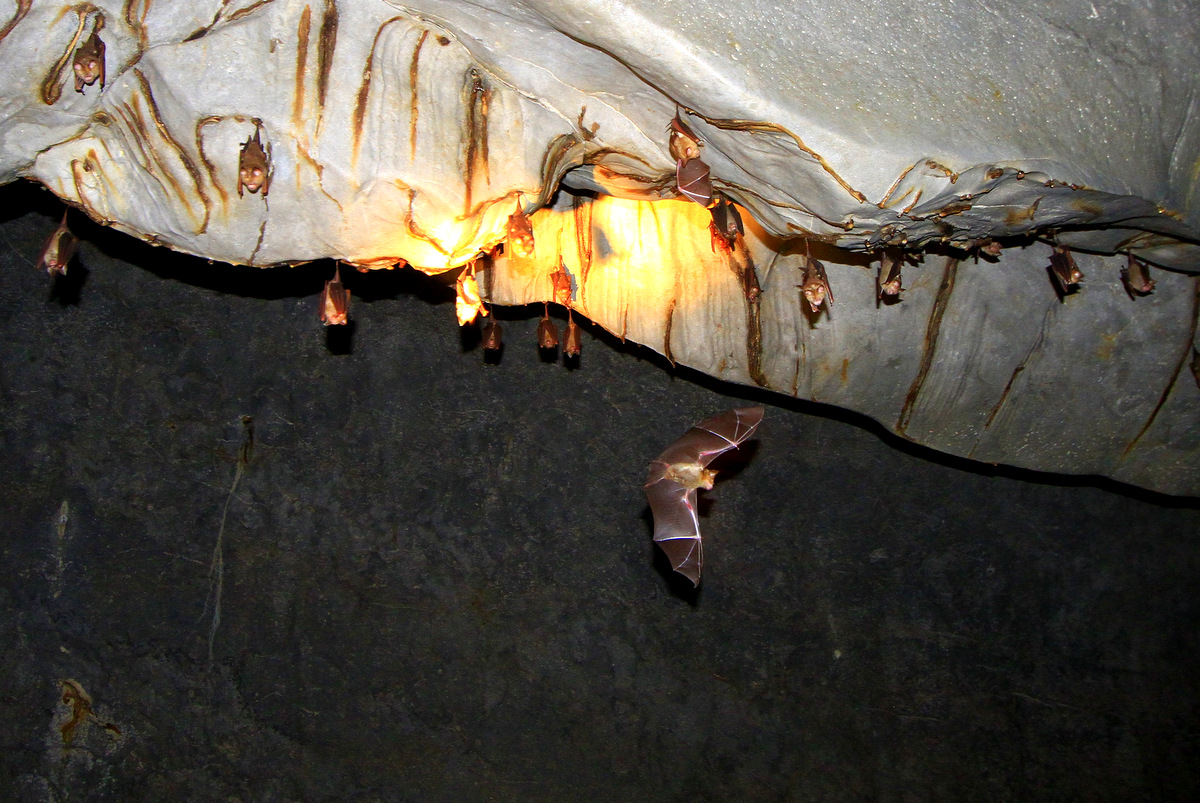
Lilieci atârnând într-o peșteră

Păsările cuprind cel mai mare grup de vertebrate găsite în parc. Dintre cele 252 de specii de păsări cunoscute în Palawan, un număr de 165 de specii de păsări au fost înregistrate în parc. Aceasta reprezintă 67% din totalul păsărilor și din toate cele 15 specii de păsări endemice din Palawan. Speciile notabile observate în parc sunt Tanygnathus lucionensis, Megapodius cumunigii, Gracula religiosa, Anthracoceros marchei și Haliaeetus leucogaster. 
Există, de asemenea, aproximativ 30 de specii de mamifere care au fost înregistrate. Cel mai adesea observat la marginea pădurii forestier și de-a lungul coastei atunci când se hrănește în timpul mareei joase este macacul cu coada lungă (Macaca fascicularis), singurul primat găsit în zonă. Alte specii de mamifere din parc sunt Sus ahoenobarbus, Arctictis binturong, Mydaus marchei și Hystrix pumila. 
Au fost identificate 19 specii de reptile, dintre care opt sunt endemice. Speciile obișnuite din zonă includ prădători mari precum pitonul reticulat comun (Python reticulates), Varanus salvator și Bronchocoela cristatella. Fauna amfibiană cuprinde zece specii. Broasca de pădure din Filipine (Rana acanthi) este cel mai des întâlnită, fiind dominantă. În această zonă a fost observată Barbourula busuangensis, endemică pentru Palawan. 
Nouă specii de lilieci și două de păianjen se găsesc în peșteră, iar vaca de mare (Dugong dugon) și broasca țestoasă (Chelonia mydas) se hrănesc în zona de coastă a parcului.     